# Нидервёрресбах
Нидервёрресбах (нем. Niederwörresbach) — община в Германии, в земле Рейнланд-Пфальц. 
Входит в состав района Биркенфельд. Подчиняется управлению Херрштайн.  Население составляет 932 человека (на 31 декабря 2010 года). Занимает площадь 9,35 км².

## Фотографии

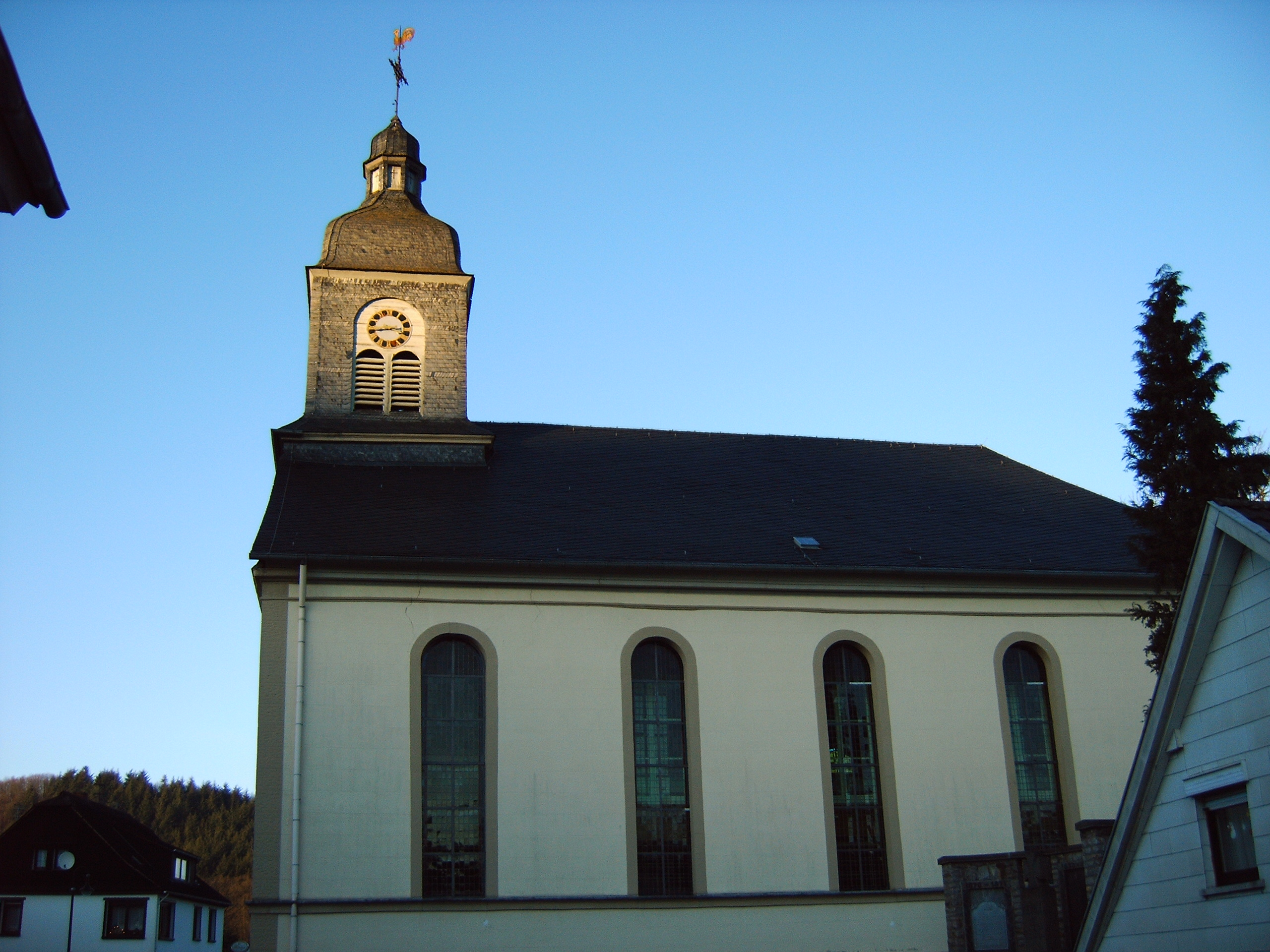
Церковь
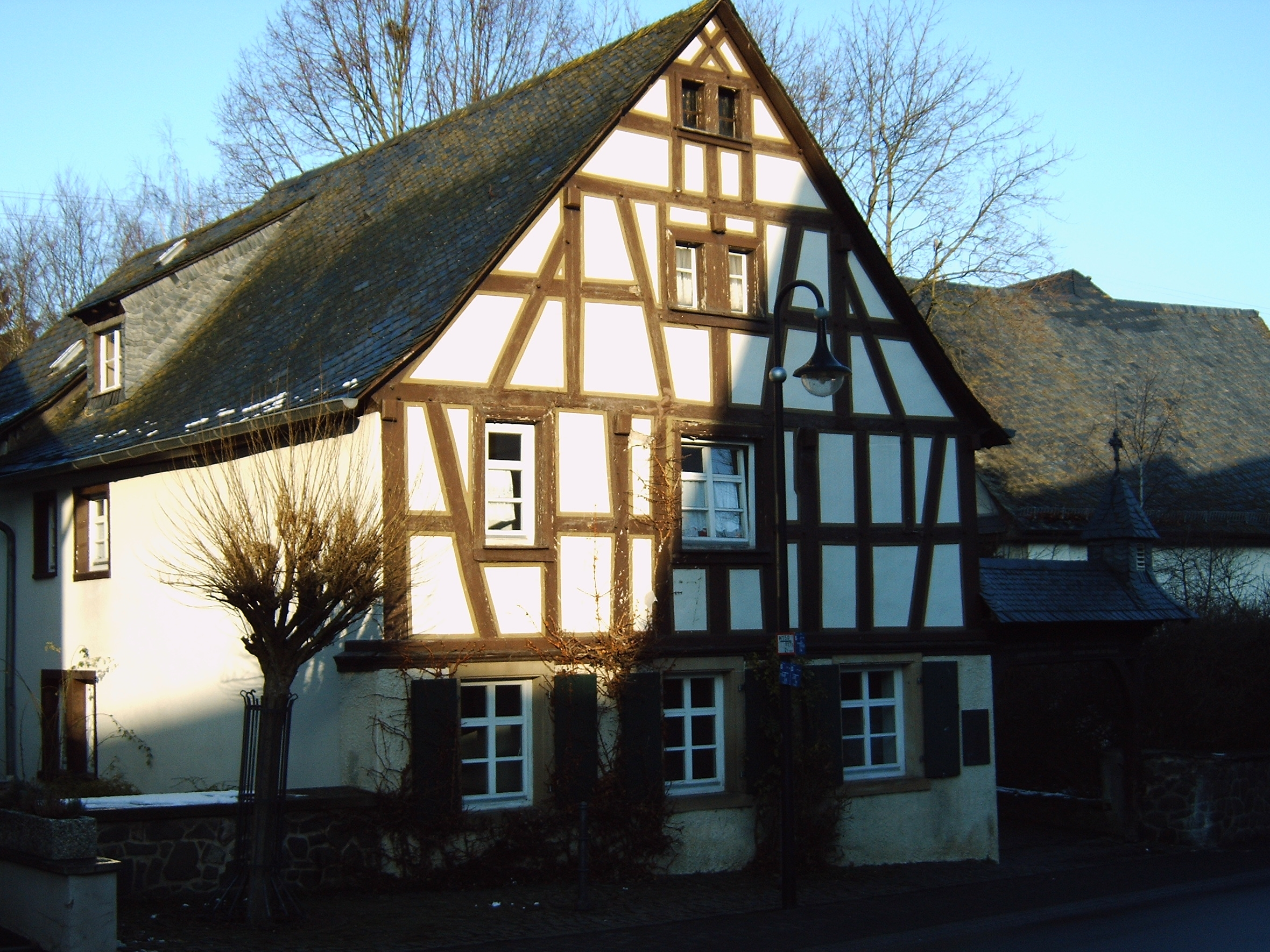
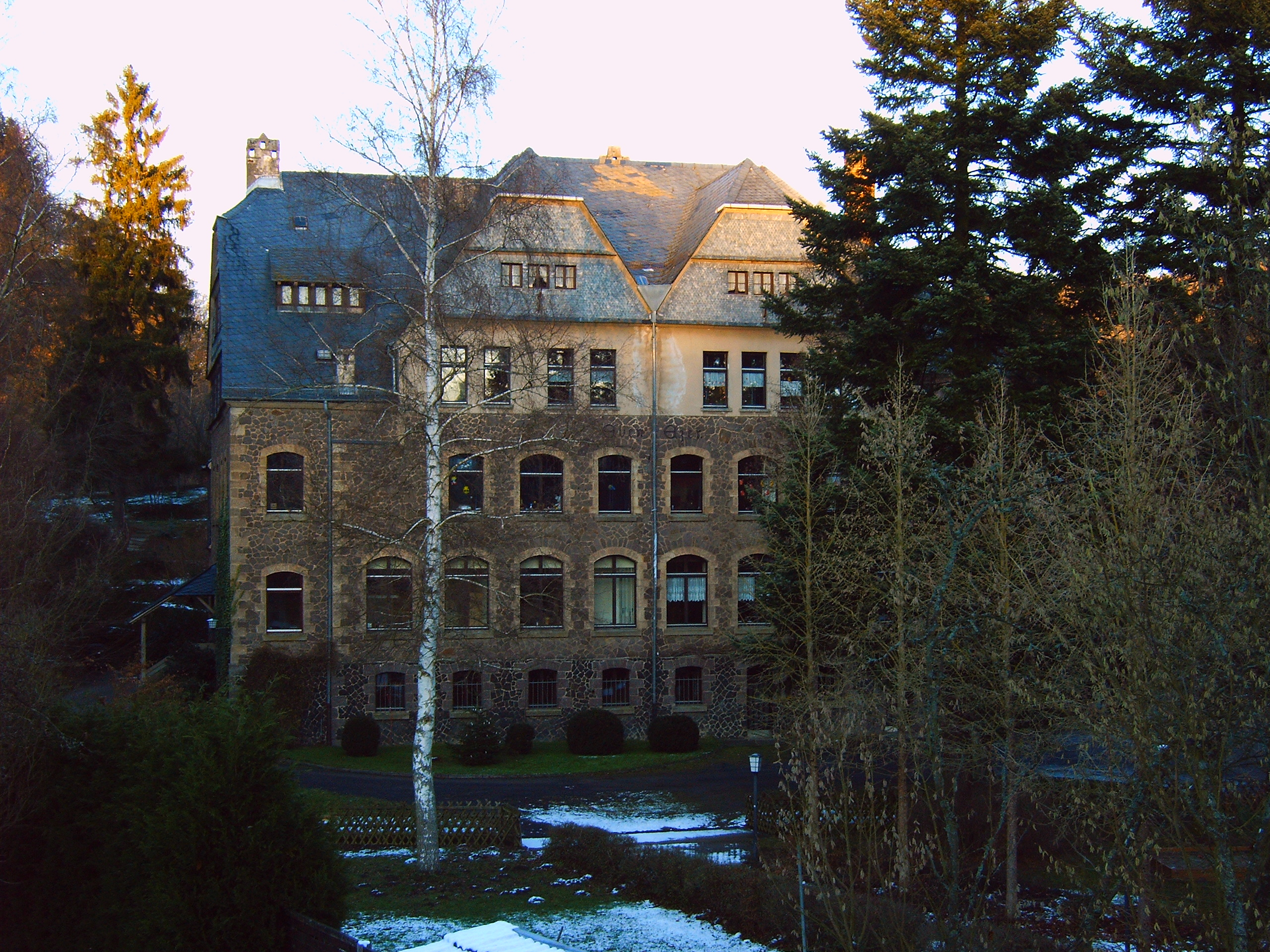
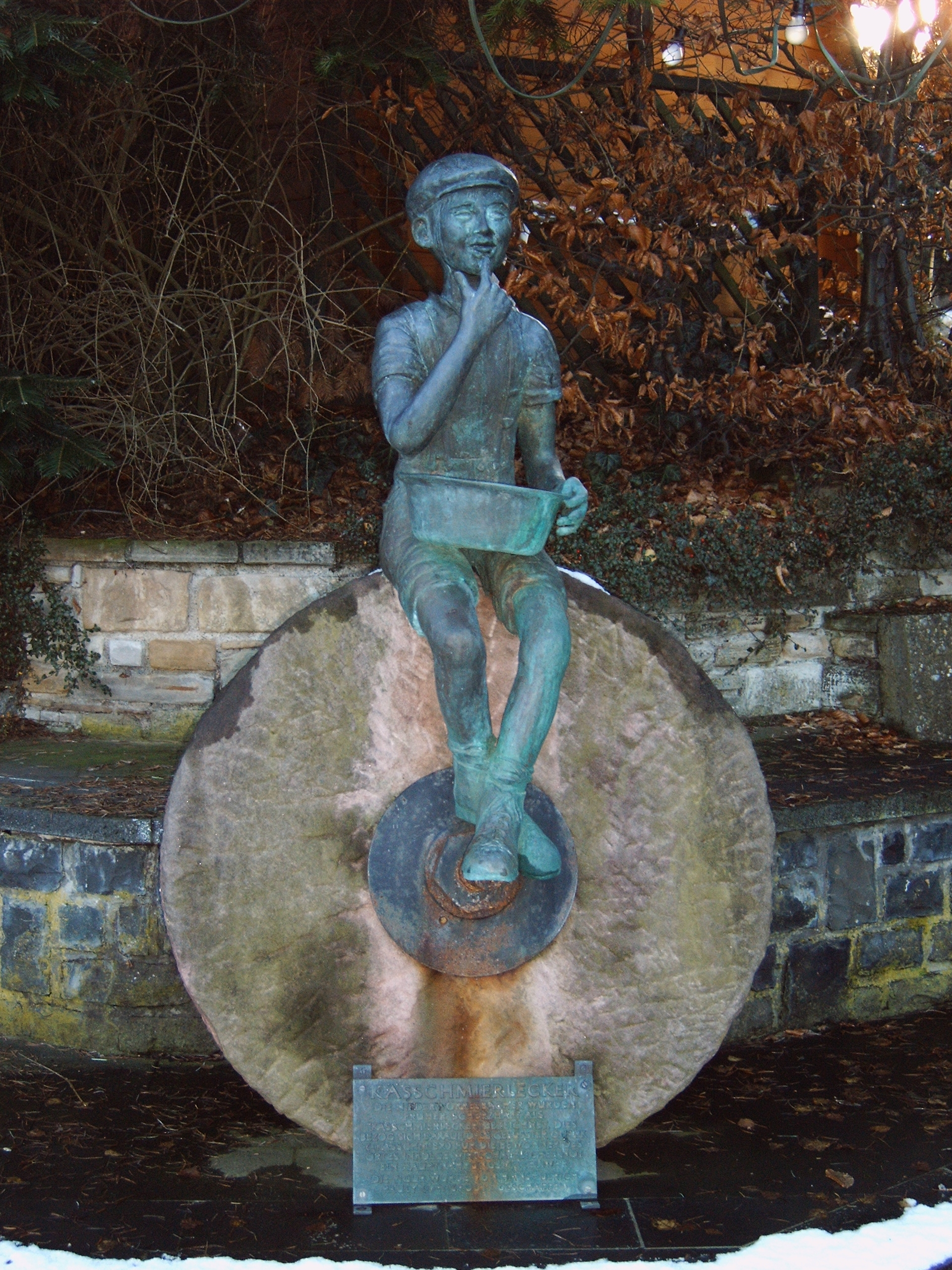
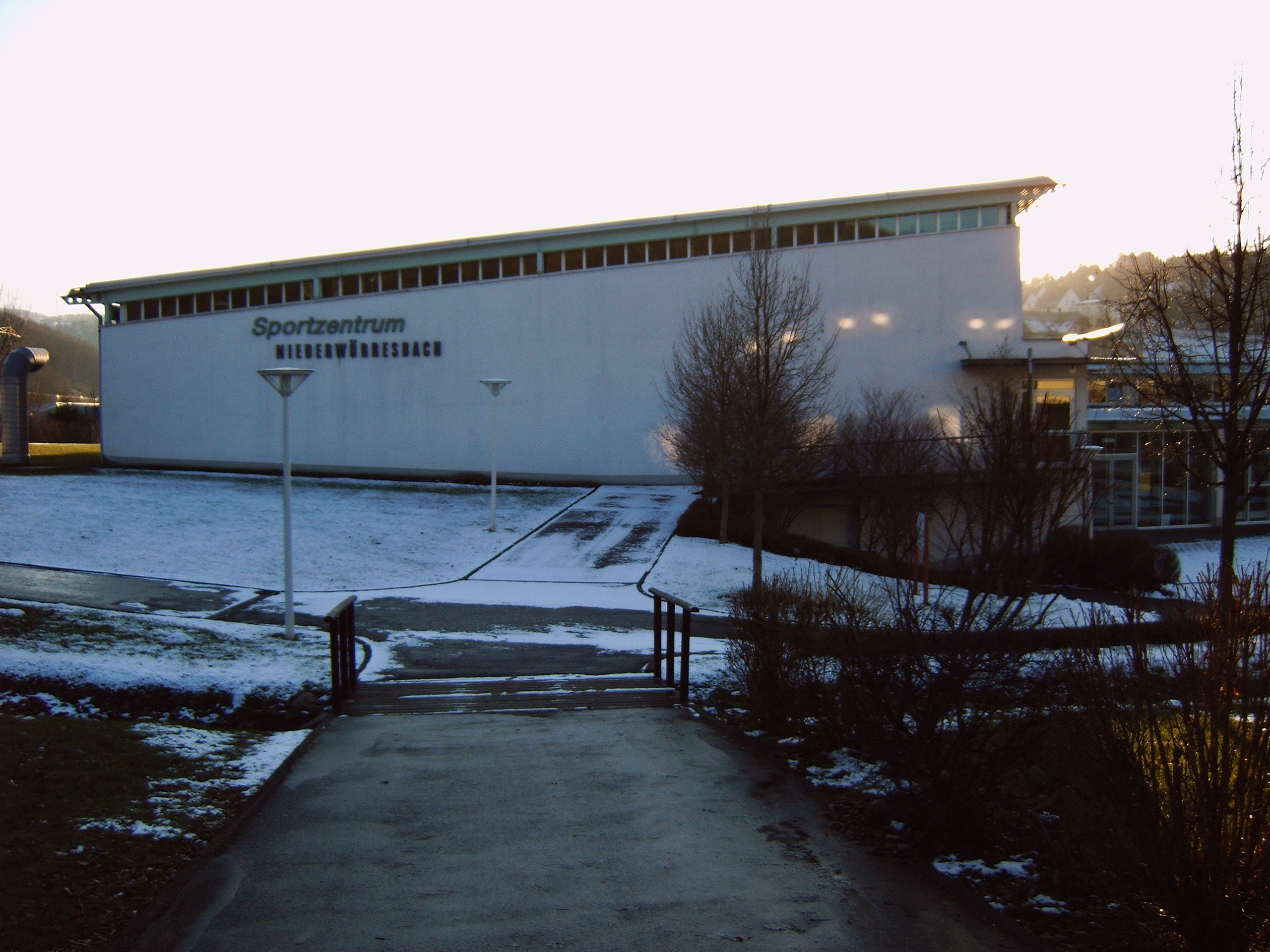
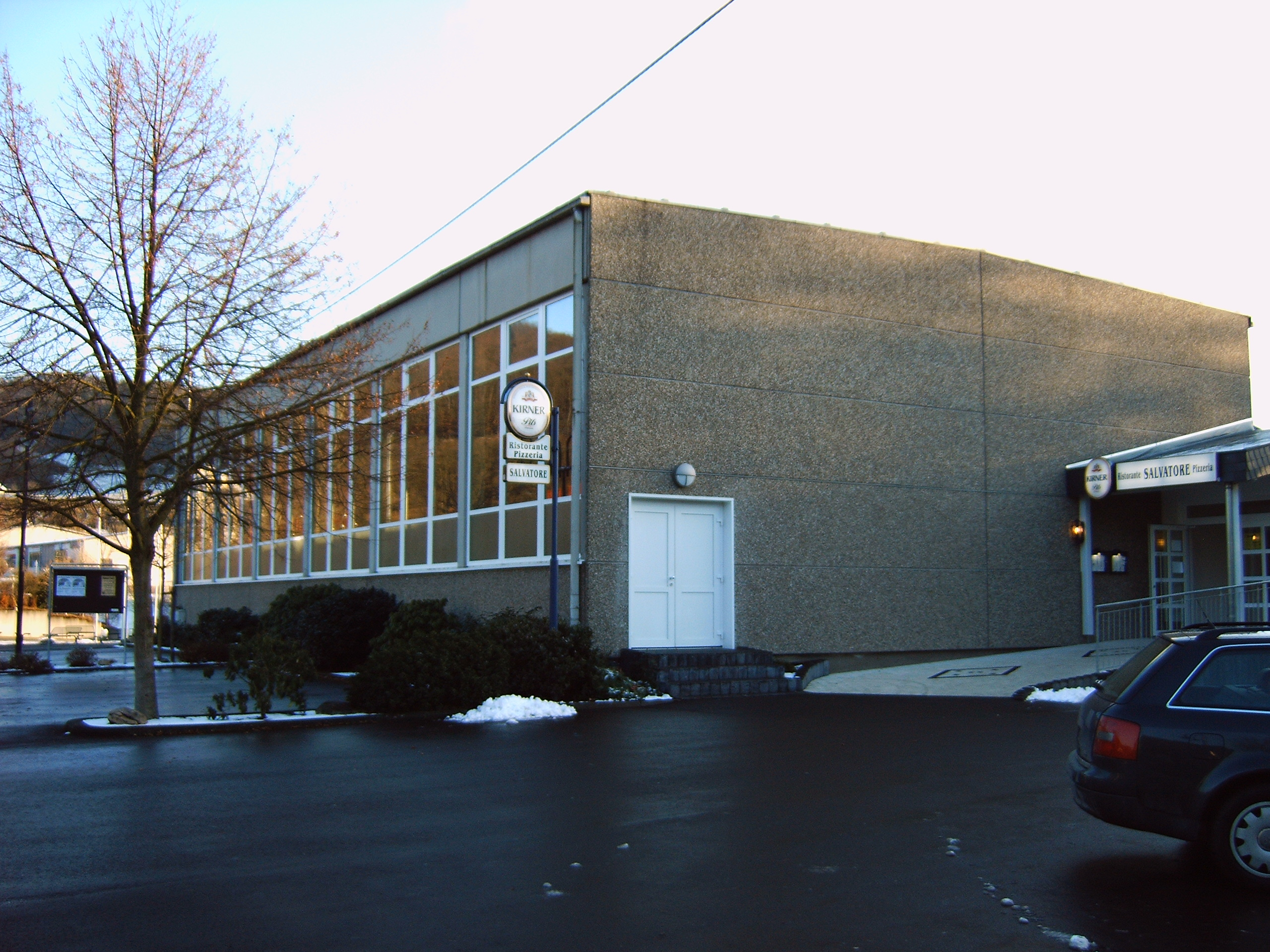
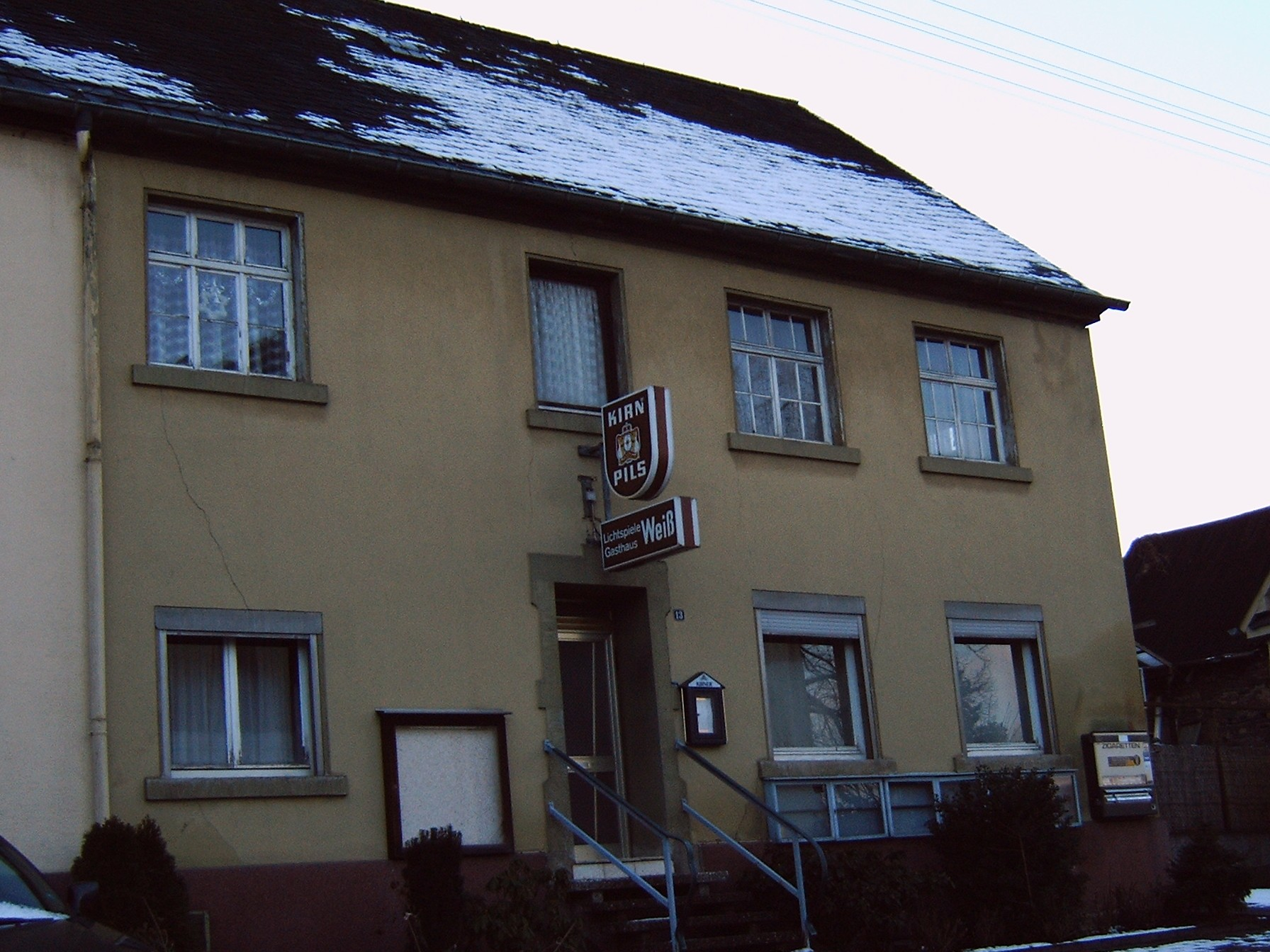